# 徐学民
徐学民（1954年—），四川南溪人，汉族，中华人民共和国政治人物、第十一届全国人民代表大会四川地区代表。
毕业于四川医学院药学专业，是中共党员。担任四川省中医药科学院院长，四川省中药研究所所长。2008年起担任全国人大代表。